# يوهان ويلهلم كلاين
يوهان ويلهلم كلاين (بالألمانية: Johann Wilhelm Klein)‏ هو تربوي نمساوي وألماني، ولد في 1765 في Alerheim ‏ في ألمانيا، وتوفي في 1848 في فيينا في النمسا بسبب ذات الرئة.